# سرغينة
سرغينة هي قرية مغربية تنتمي لإقليم بولمان، جنوبي مدينة فاس. تضم هذه البلدة 3.726 ساكنا حسب إحصاء 2004.